# Astragalus pachypus
Astragalus pachypus är en ärtväxtart som beskrevs av Edward Lee Greene. Astragalus pachypus ingår i släktet vedlar, och familjen ärtväxter.

## Underarter
Arten delas in i följande underarter:
- A. p. jaegeri
- A. p. pachypus